# Conoco
La Conoco Inc. era una compagnia petrolifera americana fondata da Isaac Elder Blake nel 1875 con il nome di Continental Oil and Transportation Company. 
Dal 1884 al 1911 fece parte del potente trust Standard Oil. La Conoco Inc. ha terminato le operazioni come società indipendente nel 2002 quando è confluita nella ConocoPhillips.
Oggi Conoco è un marchio di carburante e di stazioni di servizio negli Stati Uniti d'America che appartengono alla Phillips 66 a seguito delle operazioni di scorporo dei servizi downstream della ConocoPhillips avvenuta a maggio 2012.